# O Dia
O Dia (Le Jour en français) est un journal populaire brésilien de tendance centriste et l'un des plus vendus à Rio de Janeiro.
Il a été fondé en 1951 par Chagas Freitas (Chagas Freitas fut gouverneur de l'État de Rio de 1979 à 1983) et racheté en 1983 par Ary Carvalho, un journaliste et homme d'affaires. Les 3 filles d'Ary Carvalho ont pris la suite de leur père à son décès en 2003 mais en 2005, l'une d'elles, Ariane Carvalho a fondé son propre journal.
Jusque dans les années 1990, le journal traitait principalement de faits criminels et de l'actualité policière. Il a ensuite évolué vers un journal plus traditionnel comme Jornal do Brasil et O Globo. Il fait partie du groupe O Dia de Comunicação qui comprend également la chaine de télévision O Dia et la radio O Dia, la chaine de radio O Dia, un portail Internet, une agence de presse et le journal Meia Hora.*
En 2009, le journal tirait à 145 000 exemplaires et 250 000 le dimanche.

## Source
- Fiche sur le journal dans Courrier international